# Galeria sztuki

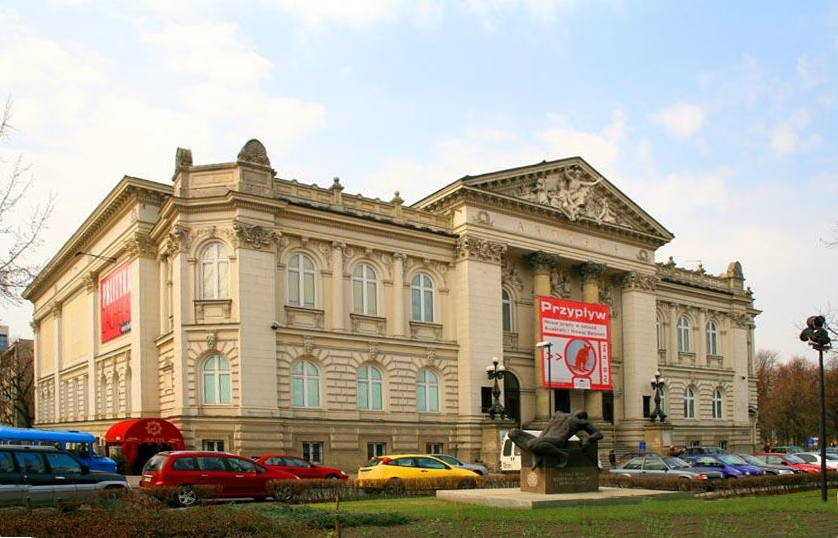
Budynek Galerii Zachęta.

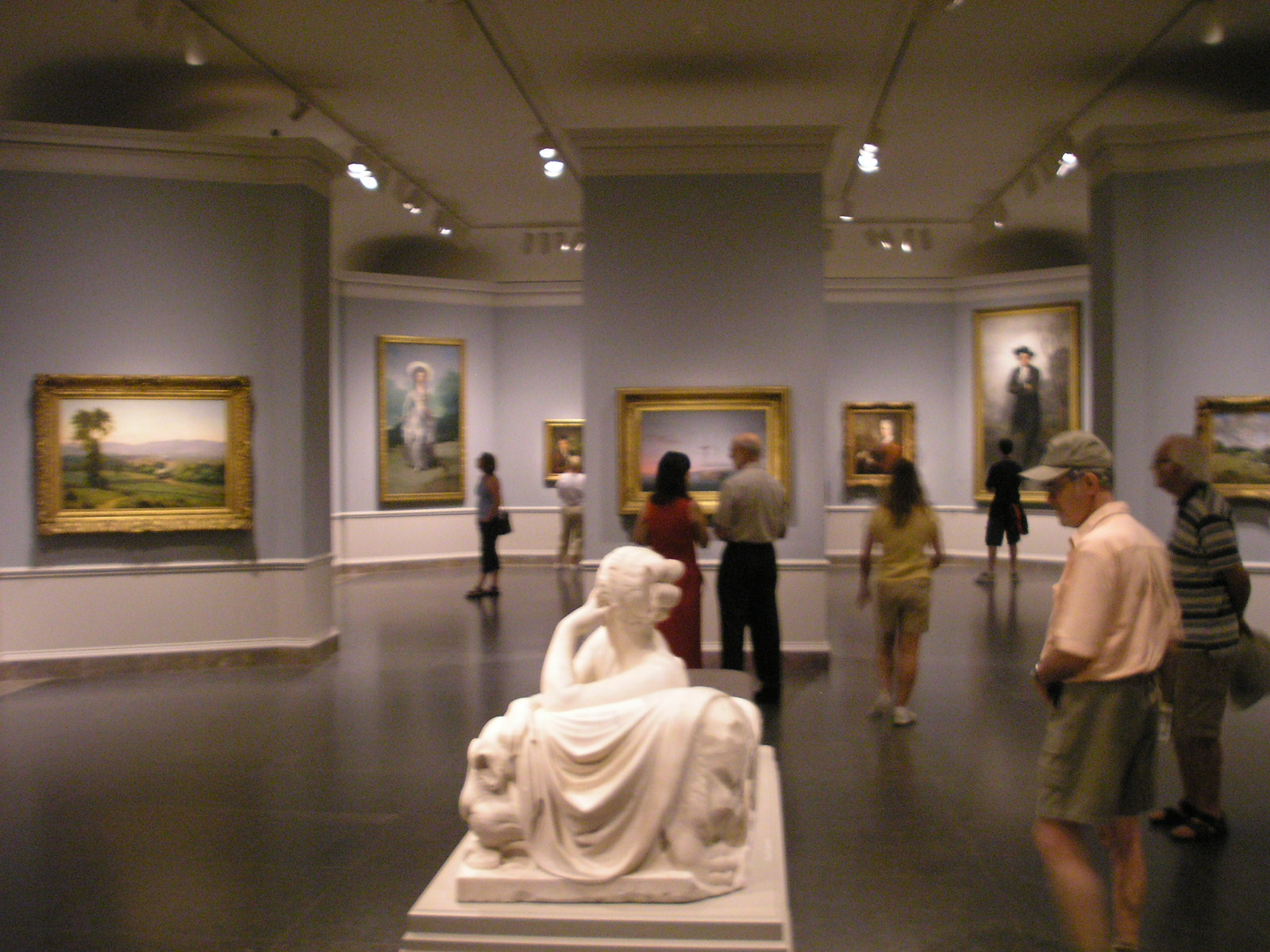
National Gallery, jedna z sal wystawowych.

Galeria sztuki – pomieszczenie lub zbiór pomieszczeń przeznaczony do prezentacji dzieł sztuki. W bardziej potocznym znaczeniu galeria sztuki może oznaczać:
- Konkretną salę lub grupę sal często prezentującą sztukę danego typu lub pochodzącą z danej kolekcji np. Galeria Sztuki Średniowiecznej w Muzeum Narodowym w Warszawie
- Instytucję publiczna prezentującą sztukę jak np. National Gallery of Art w Waszyngtonie.
- Prywatne przedswęzięcie biznesowe łączące prezentację sztuki z handlem

Duże galerie zwykle zlokalizowane są w specjalnie zaprojektowanych budynkach umożliwiających różnorodną aranżację przestrzeni wystawienniczej oraz jej iluminację. Często, dla stworzenia nastroju, wykorzystuje się budowle pierwotnie o zupełnie innym przeznaczeniu: baszty i latarnie morskie, sale zamkowe, krypty, spichrze, młyny i wiatraki, hale fabryczne, bunkry lub nawet - więzienia. 
Otwarcie nowej wystawy, zwykle uroczyste, tylko dla zaproszonych gości, (przeważnie specjalistów i krytyków), często połączone z konferencją prasową – to wernisaż.

## Działalność
Eksponowane dzieła mogą mieć charakter tradycyjny – malarstwo, rzeźba, fotografia, grafika, rysunek, ceramika, instalacja,  itp., może to być także sztuka wideo, sztuka obiektu, performance lub happening. Często wystawiana jest sztuka egzotyczna i ludowa.
Formy działalności:
- prezentacje (retrospektywne) wybitnych osobowości sztuki uzupełnione o monograficzne wydawnictwa albumowe
- zjawiska i tendencje sztuki najnowszej w rozmaitych jej przejawach i formach
- promocja artystów młodego pokolenia
- wystawy indywidualne, zbiorowe, środowiskowe, artystów polskich i zagranicznych
- spotkania autorskie, spotkania z ciekawymi postaciami z dziedziny sztuk wizualnych z kraju i z zagranicy, zakładające również współudział publiczności.
- wykłady, seminaria, pokazy, odczyty, koncerty, spektakle teatralne, wieczory poetyckie, spotkania literackie, programy edukacyjne dla dzieci i młodzieży
- aukcje charytatywne
- festiwale, konkursy, warsztaty, plenery.